# アマンダ・バインズ
アマンダ・ローラ・バインズ（Amanda Laura Bynes, 1986年4月3日 - ）は、アメリカ合衆国の女優。ニコロデオンチャンネルの番組司会者である。

## 来歴

### 生い立ち
カリフォルニア州サウザンドオークス出身。父親のリック・バインズ歯科医（元コメディアン）、母親のリン（旧姓オーガン）は歯科医助手。兄（トミー）と姉（ジリアン）がいる。アイルランド、ポーランド、ロシア、ルーマニアの血を引く。父親はカトリック教徒、母親はユダヤ教徒。

### キャリア
7歳からテレビコマーシャルに出演。1996年に舞台デビューし『アニー』や『サウンド・オブ・ミュージック』といった作品にも出演する。1999年に自身の名前が付いた『The Amanda Show』に出演。ニコロデオン・キッズのチョイス賞を受賞した。
16歳の時から出演しているコメディドラマ『恋するマンハッタン』のホリー役で人気を集める。2006年のティーン・ピープルにて「25歳以下のホットな25人」に選出された。
2007年にはヒットしたミュージカル映画『ヘアスプレー』にも出演した。
2010年6月にツイッター上で引退を表明するが、翌月には撤回した。
2011年のコメディ映画『ホール・パス/帰ってきた夢の独身生活＜1週間限定＞』では本来脇役ながら重要な役どころのペイジ役に名前が挙がっていたがスケジュールが合わなかったためか、アレクサンドラ・ダダリオが代役を務めることになった。

### プライベート
2012年、4度の当て逃げ事件を起こして、うち4月と8月の2件で起訴された。9月11日には免停中に事故を起こし、またその際に大麻を吸引していたことで注目され、16日にも運転が発覚し、車両を没収されている。
2013年4月にはツイッター上で摂食障害を抱えていると語った。同月末期、ジムで大麻を吸引して、ジムを追い出される騒動を起こしている。
2013年5月には自宅のビルのロビーで、薬物（マリファナ）所持で逮捕された。この際、警察官にセクハラを受けたと主張。またこの頃頻繁に、自身が顔面の美容整形手術を受けていることを告白している。
2013年７月、以前より肥満が指摘されていたところ、12キロ以上の減量に成功と報道されたが、月末に他人の家に勝手に侵入し、勝手に焚火をした容疑で警察に身柄確保され、そのまま強制入院措置となった。また、この際、飼い犬にまでガソリンを浴びせていたこともわかった。10月頃、退院しリハビリ施設に移った。12月頃出所。ファッションの勉強をするため、大学に進学予定のリサーチを行っていると報じられた。
2014年4月、自身は統合失調症ではない、と主張。この年の6月まで、裁判所の命令により、両親の監視下に置かれていた。9月28日、飲酒運転で逮捕。10月7日、19歳の男性と婚約したと自身で発表するが、真実性を疑われる。10月8日、ニューヨークの高級百貨店「バーニーズ・ニューヨーク」にて帽子を、清算せずに被ったまま店外へ出てトラブルになる。当人は財布を取りに行っただけと主張。また、店内で一般人に写真を撮られたことにより発作的に店外へ出たともされている。10月10日、ロサンゼルスに戻ったところを再度強制入院。当日ツイッター上で「幼い頃から父親に性的暴行を加えられてきた」と主張し、携帯電話で録画して父親を逮捕させたいとも話していた。母親はこの発言を否定。当人はその後、「父親から性的暴行を受けてはない」「頭の中に彼の命令でマイクロチップを埋められており、そのマイクロチップが自身をコントロールしてそういう発言をさせた」と語った。11月、双極性障害と診断されたことを発表した。
2014年10月より後見人制度下で母リンが後見人を務めていたが、2022年2月、バインズの希望で同制度の終了を裁判所に申請、両親もこれを支持した。同年3月、後見人制度の終了が正式に認められた。
2020年2月、依存症患者が中毒を絶つための施設滞在中に知り合ったポール・マイケルと婚約した。
2023年3月19日にはロサンゼルスの通りを服を着ないまま彷徨う姿が目撃されている。このときには自分で緊急ダイヤルに通報し、警察署に連行された後に精神科に収容されたと報じられている。

## 出演作品

### 映画
| 公開年 | 邦題 原題                                                                                     | 役名                         | 備考                                                                    | 吹き替え           |
| ------ | --------------------------------------------------------------------------------------------- | ---------------------------- | ----------------------------------------------------------------------- | ------------------ |
| 2002   | ビッグ・ライアー Big Fat Liar                                                                 | カイリー                     | 別題『ジェイソン、ハリウッドへ行く!?～狼少年VSウルフ～』 日本劇場未公開 | 永島由子           |
| 2003   | シャーロットのおくりもの -ウィルバーの大ぼうけん- Charlotte's Web 2: Wilbur's Great Adventure | ネリー                       | 声の出演                                                                | 冬馬由美           |
| 2003   | ロイヤル・セブンティーン What a Girl Wants                                                    | ダフネ・レイノルズ           |                                                                         | 小島幸子           |
| 2005   | ロボッツ Robots                                                                               | パイパー                     | 声の出演                                                                | 増田ゆき           |
| 2005   | アマンダ・バインズ in Sweet Paradise Love Wrecked                                             | ジェニー・テイラー           | 日本劇場未公開                                                          | 永島由子           |
| 2006   | アメリカン・ピーチパイ She's The Man                                                          | ヴァイオラ・ヘイスティングス | 日本劇場未公開                                                          | 永田亮子           |
| 2007   | ヘアスプレー Hairspray                                                                        | ペニー・ピングルトン         |                                                                         | 嶋村侑             |
| 2007   | シドニー・ホワイトと7人のオタク Sydney White                                                  | シドニー・ホワイト           | 配信スルー                                                              | （吹き替え版なし） |
| 2008   | 希望のちから Living Proof                                                                     | ジェイミー                   | テレビ映画                                                              | （吹き替え版なし） |
| 2010   | 小悪魔はなぜモテる?! Easy A                                                                   | マリアンヌ                   | 日本劇場未公開                                                          | 斉藤佑圭           |

### テレビ
| 放映年    | 邦題 原題                                | 役名               | 備考       | 吹き替え           |
| --------- | ---------------------------------------- | ------------------ | ---------- | ------------------ |
| 1996-2002 | All That                                 | アシュリー         | 計53話出演 | 小島幸子           |
| 1999-2002 | アマンダ・ショー The Amanda Show         | アマンダ           | 計42話出演 | 川上とも子         |
| 2001      | The Nightmare Room                       | ダニエル・ワーナー | 計1話出演  | （吹き替え版なし） |
| 2002-2006 | 恋するマンハッタン What I Like About You | ホリー             | 計86話出演 | 荒井静香           |

## 参照
1. ↑  “Amanda Bynes Biography (1986–)”.   FilmReference (2007年). 2007年7月19日閲覧。
2. ↑  Amanda Bynes - US Magazine
3. ↑  Fischer, Paul (2006年9月12日). “Amanda Bynes Talks Hairspray On-Set”. Dark Horizons 2007年7月19日閲覧。
4. ↑  “まだ24歳！ツイッターで女優引退宣言！『ヘアスプレー』のアマンダ・バインズ”. シネマトゥデイ. (2010年6月21日) 2013年7月15日閲覧。
5. ↑  “『ヘアスプレー』のアマンダ・バインズ、早くも女優引退宣言を撤回！”. シネマトゥデイ. (2010年7月27日) 2013年7月15日閲覧。
6. ↑  “アマンダ・バインズ、2件の当て逃げで起訴”. シネマトゥデイ. (2012年9月9日) 2013年7月15日閲覧。
7. ↑  “Amanda Bynes: 'I have an eating disorder'”. Fox News. (2013年4月5日) 2013年4月5日閲覧。
8. ↑  ““第二のリンジー”アマンダ・バインズ、薬物所持で逮捕！証拠を窓から投げ捨てる！”. シネマトゥデイ. (2013年5月24日) 2013年7月15日閲覧。
9. ↑  “Amanda Bynes Says She's Been Diagnosed Bipolar and Manic Depressive, Lives on $50 a Day”. E! Online (2014年11月4日). 2022年5月1日閲覧。
10. ↑  Fernández, Alexia. “Amanda Bynes' Conservatorship Is 'Open Day to Day,' Says Her Lawyer After Latest Status Report” (英語). PEOPLE.com. 2022年5月1日閲覧。
11. ↑  “Amanda Bynes files petition to end conservatorship, has parents' support” (英語). NBC News. 2022年5月1日閲覧。
12. ↑  Chiu, Melody. “Amanda Bynes Speaks Out After Conservatorship Ends: 'I Will Continue to Prioritize My Well-Being'” (英語). PEOPLE.com. 2022年5月1日閲覧。
13. ↑  March 09, Benjamin VanHoose. “Amanda Bynes Speaks Out Ahead of Court Date to End Conservatorship: 'Thank You All for Your Love'” (英語). PEOPLE.com. 2022年5月1日閲覧。
14. ↑  “米・元人気子役、裸で街を徘徊… 精神科に入れられる”. シネマトゥデイ. (2023年3月22日) 2023年3月24日閲覧。